# Phymaturus indistinctus
Phymaturus indistinctus — вид ігуаноподібних ящірок родини Liolaemidae. Ендемік Аргентини.

## Поширення і екологія
Phymaturus indistinctus мешкають в горах Сьєрра-де-Сан-Бернардо та поблизу озера Мустерс в провінції Чубут. Вони живуть серед скель, на висоті від 500 до 550 м над рівнем моря. Живляться рослинністю, є живородними.